# Liste de ponts d'Éthiopie
Cette liste de ponts d'Éthiopie a pour vocation de présenter une liste de ponts remarquables d'Éthiopie, tant par leurs caractéristiques dimensionnelles, que par leur intérêt architectural ou historique.

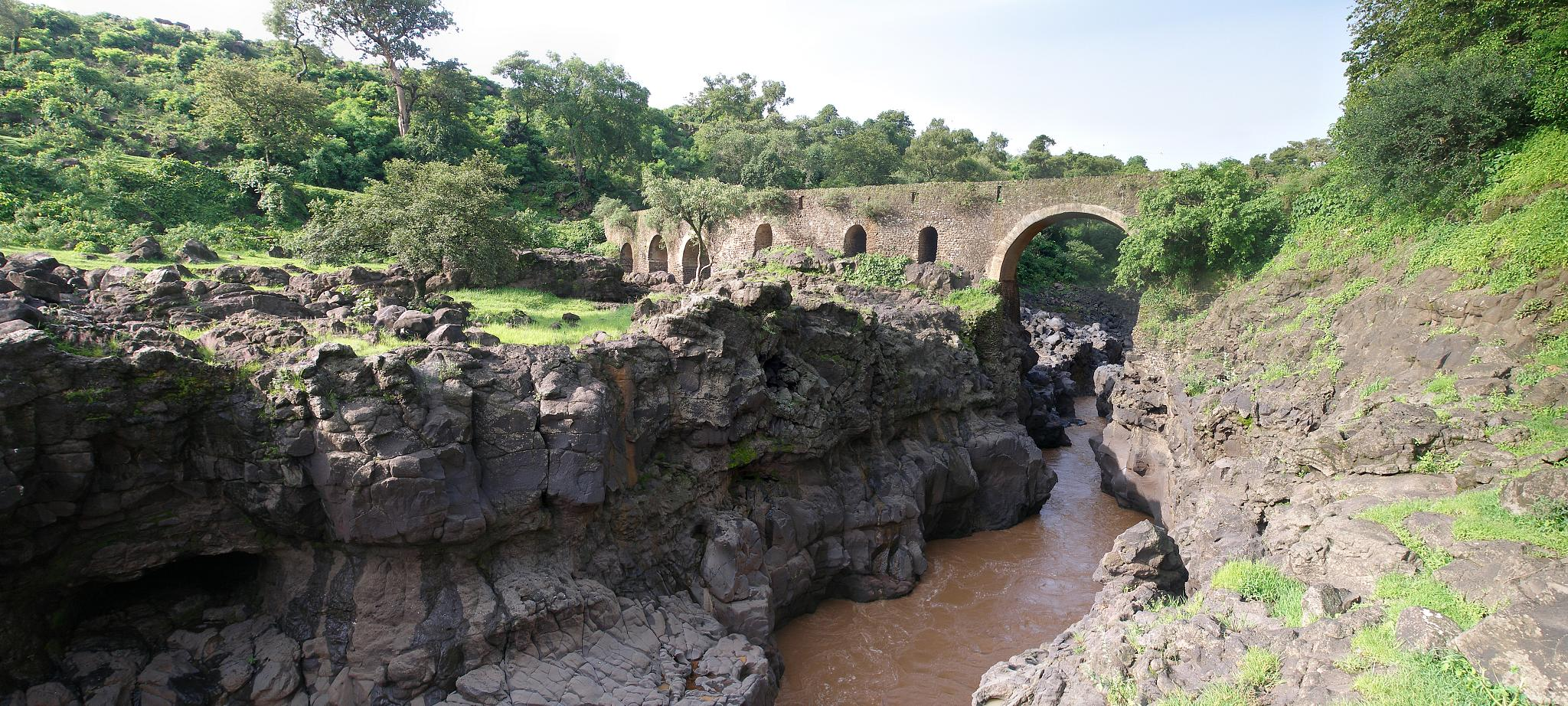
Le premier pont portugais sur le Nil Bleu.

Elle est présentée sous forme de tableaux récapitulant les caractéristiques des différents ouvrages, et peut être triée selon les diverses entrées pour voir un type de pont particulier ou les ouvrages les plus récents par exemple. La seconde colonne donne la classification de l'ouvrage parmi ceux présentés, les colonnes Portée et Long. (longueur) sont exprimées en mètres. Date indique la date de mise en service du pont.

## Ponts présentant un intérêt historique ou architectural
|  |   | Nom                                                | Distinction | Long. | Type                                                             | Voie portée Voie franchie | Date                            | Localisation                                      | Région          | Ref.       |
|  | - | -------------------------------------------------- | --- | ----- | ---------------------------------------------------------------- | ------------------------- | ------------------------------- | ------------------------------------------------- | --------------- | ---------- |
|  | 1 | Premier pont portugais                             | |       | Maçonnerie 1 arche principale plein cintre, 6 arches secondaires | Pont piétonnier Nil Bleu  | 1620                            | Tissisat 11° 29′ 14,7″ N, 37° 35′ 39,4″ E         | Amhara          | [ Note 1 ] |
|  | 2 | Deuxième pont portugais Sebara Dildiy (pont cassé) | Une des arches est détruite en 1936 durant l'invasion italienne Réparé en 2002 par l'association Bridges to Prosperity | 64    | Maçonnerie 10 arches plein cintre                                | Pont piétonnier Nil Bleu  | 1650                            | Gale 11° 13′ 03,4″ N, 37° 52′ 36,8″ E             | Amhara          | [ Note 1 ] |
|  | 3 | Pont portugais (Debre Libanos)                     | | 33    | Maçonnerie 3 arches plein cintre                                 | Pont piétonnier           | XVIIe siècle ou fin XIXe siècle | Fitche 9° 44′ 01,7″ N, 38° 48′ 49,8″ E            | Oromia          | [ 1 ]      |
|  | 4 | Pont sur le Mereb                                  | Frontière Érythrée - Éthiopie                                                                                          |       | Pont en treillis Acier                                           | 3 Mereb                   |                                 | Rama - Adi Quala 14° 28′ 21,8″ N, 38° 46′ 29,8″ E | Tigray Érythrée |            |
|  | 5 | Passerelle suspendu près de Sebara Dildi           | Portée : 103 mètres Construite par l'association Bridges to Prosperity                                                 |       | Suspendu Acier, platelage bois                                   | Passerelle Nil Bleu       | 2009                            | Mota Wereda                                       | Amhara          |            |
|  |   | Pont de Defeche                                    | Portée : 36 mètres |       |                                                                  | Passerelle Gilgel Megech  | début du XVIIe siècle           | Gondar                                            | Amhara          |            |

## Grands ponts
Ce tableau présente les ouvrages ayant des portées supérieures à 100 mètres ou une longueur totale de plus de 3 000 mètres (liste non exhaustive).
|  |   | Nom                  | Portée | Long. | Type                                                  | Voie portée Voie franchie                              | Date | Localisation                           | Région                                  | Ref.  |
|  | - | -------------------- | ------ | ----- | ----------------------------------------------------- | ------------------------------------------------------ | ---- | -------------------------------------- | --------------------------------------- | ----- |
|  | 1 | Nouveau pont d'Abbay | 145    | 303   | Pont extradossé Tablier caissons béton, pylônes béton | National A3 Addis Ababa-Goha Tsion Trunk Road Nil Bleu | 2008 | Dejen 10° 04′ 32,3″ N, 38° 11′ 29,3″ E | Amhara                                  | [ 2 ] |
|  | 2 | Pont d'Omo           | 128    |       | Treillis Acier                                        | Omo                                                    | 2013 | Omorate 4° 48′ 45,1″ N, 36° 02′ 56″ E  | Nations, nationalités et peuples du Sud | ,     |
|  | 3 | Pont d'Abbay         |        | 263   | Arc Béton, tablier porté                              | National A3 Nil Bleu                                   | 1948 | Dejen 10° 04′ 29,8″ N, 38° 11′ 25,3″ E | Amhara                                  | [ 2 ] |